# Tomasz Chmielewski (inżynier)
Tomasz Marek Chmielewski (ur. 1974 w Warszawie – polski inżynier, prof. dr hab. Prezes Stowarzyszenia Inżynierów i Techników Mechaników Polskich (SIMP). Dziekan Wydział Mechaniczny Technologiczny Politechniki Warszawskiej w kadencjach 2020-2024; 2024-2028.

## Życiorys
Tomasz Chmielewski jest absolwentem Zespołu Szkół Samochodowych nr 1 w Warszawie, ukończył studia magisterskie na Wydziale Inżynierii Produkcji (obecnie Wydział Mechaniczny Technologiczny) Politechniki Warszawskiej w 1999 roku. Następnie zdobył tytuł International Welding Engineer (IWE) w 2005 roku. Od 2006 roku główny inżynier spawalnik w renomowanej firmie SciTeeX.
W latach 2016–2020 Tomasz Chmielewski pełnił funkcję dyrektora Instytutu Technik Wytwarzania na Politechnice Warszawskiej.
W kadencjach 2020-2024 i 2024-2028 dziekan Wydziału Mechanicznego Technologicznego Politechniki Warszawskiej.
W kadencji 2020-2024 przewodniczący Senackiej Komisji ds. Organizacji Uczelni na Politechnice Warszawskiej
W kadencji 2024-2028 przewodniczący Senackiej Komisji ds. Wyboru Rady Uczelni na Politechnice Warszawskiej
Od roku 2014 Redaktor Naczelny Czasopisma Naukowego "Welding Technology Review". 
Jest autorem ponad 200 publikacji naukowych oraz promotorem ponad 100 prac magisterskich i inżynierskich, Wypromował 5 doktorów. Jego badania skupiają się na spajaniu materiałów zaawansowanych i modyfikacji powierzchni. W dydaktyce specjalizuje się w technologii procesów spajania materiałów zaawansowanych i konstrukcjach spajanych oraz programowaniu zrobotyzowanych stanowisk spawalniczych. Przez lata swojej kariery wykonał ponad 70 ekspertyz i prac wdrożeniowych w przemyśle. 
W latach 2014–2021 Tomasz Chmielewski pełnił funkcję dyrektora Agendy Wydawniczej Stowarzyszenia Inżynierów i Techników Mechaników Polskich.
Od 2022 roku jest Prezesem SIMP Stowarzyszenia Inżynierów i Techników Mechaników Polskich. 

## Publikacje książkowe
- Modelowanie numeryczne wybranych zagadnień natryskiwania cieplnego, 2019, Warszawa, Oficyna Wydawnicza Politechniki Warszawskiej, 320 s., ISBN 978-83-7814-906-4
- Projektowanie procesów technologicznych - spawalnictwo, 2013, Oficyna Wydawnicza Politechniki Warszawskiej, 164 s., ISBN 9788378140672
- Wykorzystanie energii kinetycznej tarcia i fali detonacyjnej do metalizacji ceramiki, vol. z. 242, 2012, Oficyna Wydawnicza Politechniki Warszawskiej, 155 s., ISBN 0137-2325

## Odznaczenia
- 2022: Inżynier Mechanik Roku
- 2017: Nagroda zespołowa III stopnia JM Rektora PW za osiągnięcia naukowe w latach 2015-2016 (wraz z Dariuszem Golańskim)
- 2014: Nagroda indywidualna II stopnia JM Rektora PW za osiągniecia naukowe w roku 2013
- 2015: Nagroda indywidualna II stopnia JM Rektora PW za osiągnięcia dydaktyczne w roku 2014